# Guillon (Yonne)
Guillon korábbi község (település) Franciaországban, Saône-et-Loire megyében. 2019. január 1-jén további 4 korábbi községgel egyesült és azokkal együtt Guillon-Terre-Plaine új község része lett.
Lakosainak száma 424 fő (2018. január 1.). Guillon Talcy, Savigny-en-Terre-Plaine, Toutry, Cisery, Montréal, Santigny, Trévilly és Vignes községekkel határos.

## Népesség
A település népességének változása:
| Lakosok száma | 489  | 452  | 434  | 427  | 424  |
|               | 2013 | 2015 | 2016 | 2017 | 2018 |